# Magistrato delle Contrade
Il Magistrato delle Contrade del Palio di Siena è l'organo che sovrintende l'attività delle Contrade di Siena. Si compone di tutti i Priori delle diciassette Contrade, ed è presieduto da un Priore eletto annualmente che assume la carica di Rettore.

## Storia
La storia del Magistrato delle Contrade è ormai più che centenaria. Le prime informali assemblee dei Priori delle Contrade si tennero durante gli ultimi decenni dell'Ottocento; il primo Comitato dei Priori nacque nel 1887, e nel 1894 si iniziò a discutere una proposta relativa ad una rappresentanza permanente di tutte le diciassette Contrade, che portò appunto alla nascita del Magistrato nel 1905. L'organo si riunì per la prima volta presso la Chiesa di San Cristoforo, nel territorio della Contrada Priora della Civetta, la quale assunse il titolo di Priora grazie al fatto di aver ospitato la prima riunione del Magistrato delle Contrade

## Finalità
Gli scopi e le finalità principali del Magistrato delle Contrade, indicati nel proprio statuto, sono i seguenti:
- coordinare l'azione comune delle Contrade, rispettandone la rispettiva autonomia;
- tutelare l'interesse collettivo delle Contrade nei rapporti con le Autorità, e con qualsiasi ente e con privati;
- promuovere iniziative che vadano a vantaggio morale ed economico delle Contrade o che aggiungano interesse e prestigio alle tradizionali celebrazioni del Palio;
- coadiuvare le Autorità cittadine in tutto ciò che riguarda lo svolgimento e la disciplina del Palio;
- indicare al Consorzio per la tutela del Palio le linee programmatiche generali e collaborare per il raggiungimento dei fini statutari.

È inoltre il Regolamento del Palio a riconoscere la funzione ed il ruolo di interlocutore principale tra Amministrazione Comunale e Contrade, con il fine di concorrere sinergicamente all'organizzazione del Palio stesso.

## Struttura
Il Magistrato delle Contrade si compone di un Rettore, e del suo vice (Prorettore). Vi sono inoltre i deputati consiglieri, il cancelliere, il camerlengo, il vice cancelliere archivista, l'economo ed il bilanciere.